# 9924 Corrigan
9924 Corrigan è un asteroide della fascia principale. Scoperto nel 1981, presenta un'orbita caratterizzata da un semiasse maggiore pari a 2,7898909 UA e da un'eccentricità di 0,1028721, inclinata di 2,83818° rispetto all'eclittica.